# Golpe de Estado en Bolivia de 1980
El golpe de Estado en Bolivia en 1980 fue consolidado el 17 de julio de 1980 cuando Luis García Meza derrocó a Lidia Gueiler Tejada. Internacionalmente se conoció como el "Golpe de la Cocaína", debido a la implicación de narcotraficantes en la acción.

## Antecedentes
El 1 de noviembre de 1979, el general Alberto Natusch Busch derrocó al gobierno interino de Walter Guevara Arze mediante un sangriento golpe de Estado. Como reacción, se produjo un levantamiento popular encabezado por la Central Obrera Boliviana (COB) que generó a su vez una violenta represión generalizada, incluyendo la Masacre de Todos los Santos, donde la policía y el ejército asesinaron a más de 100 personas e hicieron «desaparecer» (o sea, encarcelaron y torturaron hasta la muerte) a 30 más. Quince días después (el 16 de noviembre de 1979), la resistencia popular obligó a Natusch Busch a devolver el poder al Congreso que eligió a Gueiler como presidenta constitucional interina de la República, hasta las elecciones del 29 de junio del año siguiente (1980).
El 7 de junio de 1980, un coronel del regimiento de escolta presidencial Waldo Ballivián, llamado Estrada, intentó asesinar a Lidia Gueiler en la residencia presidencial. El coronel Estrada estaba en estado de embriaguez y trató de derribar a culatazos de fusil la puerta del dormitorio de la presidenta. Un ayudante de la jefa de Estado impidió que el militar matara a Gueiler.
Una semana antes de las elecciones, se realizó el atentado terrorista de derecha que hizo estallar en el aire el avión en el que viajaban varios líderes de la izquierdista Unidad Democrática y Popular (UDP) en campaña electoral. Contra lo esperado por los sectores golpistas, el ataque incrementó la popularidad del líder izquierdista, Hernán Siles Zuazo (ex-MNR) en las elecciones.

## Ejecución del golpe
El 17 de julio de 1980, nuevamente se interrumpió el proceso democrático, cuando Lidia Gueiler fue derrocada y exiliada por Luis García Meza en un nuevo sangriento golpe de Estado con la participación y el apoyo de las Fuerzas Armadas argentinas (que estaban perpetrando una sangrienta dictadura cívico-militar (1976-1983), para impedir la asunción de Hernán Siles Zuazo. El golpe también contó con el apoyo del comando paramilitar "Novios de la muerte", liderado por Klaus Barbie y el terrorista italiano Marco Marino Giodato.
Asumiría una junta militar autollamada Gobierno de Restauración Nacional, con una política abiertamente anticomunista. La junta estaba compuesta por Luis García Meza, Waldo Bernal Pereira y Ramiro Terrazas Rodríguez. El nuevo régimen duraría 13 meses y estaría marcado por la violencia política y el narcotráfico. El régimen de García Meza fue reemplazado en 1981 por la Junta Militar Torrelio-Bernal-Pammo.